# Zamek Sieniawskich w Międzybożu
Zamek Sieniawskich w Międzybożu – obronny zamek wznieśli Koriatowicze, którzy okoliczne dobra w 1366 r. dostali od króla Polski Kazimierza Wielkiego.

## Historia
W 2 połowie XIII wieku tereny te opanował litewski książę Olgierd. W 1366 król Kazimierz Wielki po opanowaniu Podola nadał Międzybóż księciu Lubartowi, jednak przypuszczalnie warownia istniała tu już wcześniej. Następnie Międzybóż znalazł się w rękach możnego rodu Koriatowiczów. Na początku XVI wieku Międzyboż był własnością Marcina Zborowskiego. W 1540 roku kupił od niego Międzybóż hetman wielki i wojewoda ruski Mikołaj Sieniawski i w posiadaniu jego rodu zamek pozostawał przez około 200 lat. W tym okresie Mikołaj Sieniawski przeszedł na wyznanie kalwińskie. Obiekt przypuszczalnie został wzmocniony o nowe fortyfikacje około XVI wieku oraz zbudowano na terenie zamku nowy pałac z wczesnorenesansową attyką. Zamek musiał być już ówcześnie mocną fortyfikacją, ponieważ w 1566 roku Mikołaj Sieniawski zdołał się w nim obronić przed Tatarami, mimo niewielkiej załogi broniącej warowni. Na znak powrotu rodziny do katolicyzmu w 1591 roku na dziedzińcu zamkowym Rafał Sieniawski polecił zbudować renesansową kaplicę pod wezwaniem św. Stanisława. W 1666 zamek obronił się podczas oblężenia wojsk turecko-kozacko-tatarskich. W 1672 zamek, na mocy Traktatu buczackiego, wydano w ręce Turków, którzy zbudowali w nim meczet. Wkrótce po bitwie pod Wiedniem w 1683 r. zamek opanował Sieniawski, który rok później od króla Jana III Sobieskiego otrzymał go w dziedziczne władanie W czasie, gdy był rezydencją baszów tureckich, był przez nich odrestaurowany w stylu wschodnim. 
W 1730 roku na skutek małżeństwa Augusta Aleksandra Czartoryskiego z Zofią z Sieniawskich, wdową po Stanisławie Denhoffie, Międzybóż, wraz z ogromną fortuną Sieniawskich, przeszedł we władanie Czartoryskich. Miasto stało się przez to administracyjną „stolicą" dóbr podolskich rodu Czartoryskich. 
Od września 1790 r. do lipca 1791 r. stacjonował tu Tadeusz Kościuszko, który dowodził stąd czterema pułkami na Podolu i Wołyniu. W czasach Czartoryskich w zamku istniała szkoła powiatowa. Ks. Adam Czartoryski był gorliwym zwolennik szerzenia oświaty wśród swych poddanych, darował zamek na szkołę, która została otwarta 10 października 1814 r. w obecności licznie zgromadzonej szlachty. Po powstaniu listopadowym władze carskie zamknęły szkołę i w 1831 roku skonfiskowały Czartoryskim zamek, który przeznaczono dla rosyjskiego wojska. Podczas manewrów wojsk stacjonujących na Podolu, na zamku przebywali carowie Rosji: Mikołaj I Romanow i Aleksander II Romanow.
Później jego mury mieściły szkołę powiatową, w której nauki pobierał Leonard Sowiński. Napisał on:

…Stare zamczysko, nieskończone lochy, sterczące pośród niedostępnych moczarów zwalisko zamku Rakowieckiego, wywarły na umysł mój niezatarte wrażenie, tak, że już w dwunastym roku życia, uczuwszy przypływ poetycznego usposobienia, pierwszy wiersz poświęciłem murom Sieniawskich i Czartoryskich.

19 sierpnia 2023, w czasie inwazji Rosji na Ukrainę, w efekcie rosyjskiego ataku dronów doszło do zniszczeń na terenie obiektu. Fala uderzeniowa spowodowała uszkodzenia m.in. dachu Wieży Rycerskiej oraz okien i drzwi mieszczącego się na zamku muzeum.

## Architektura

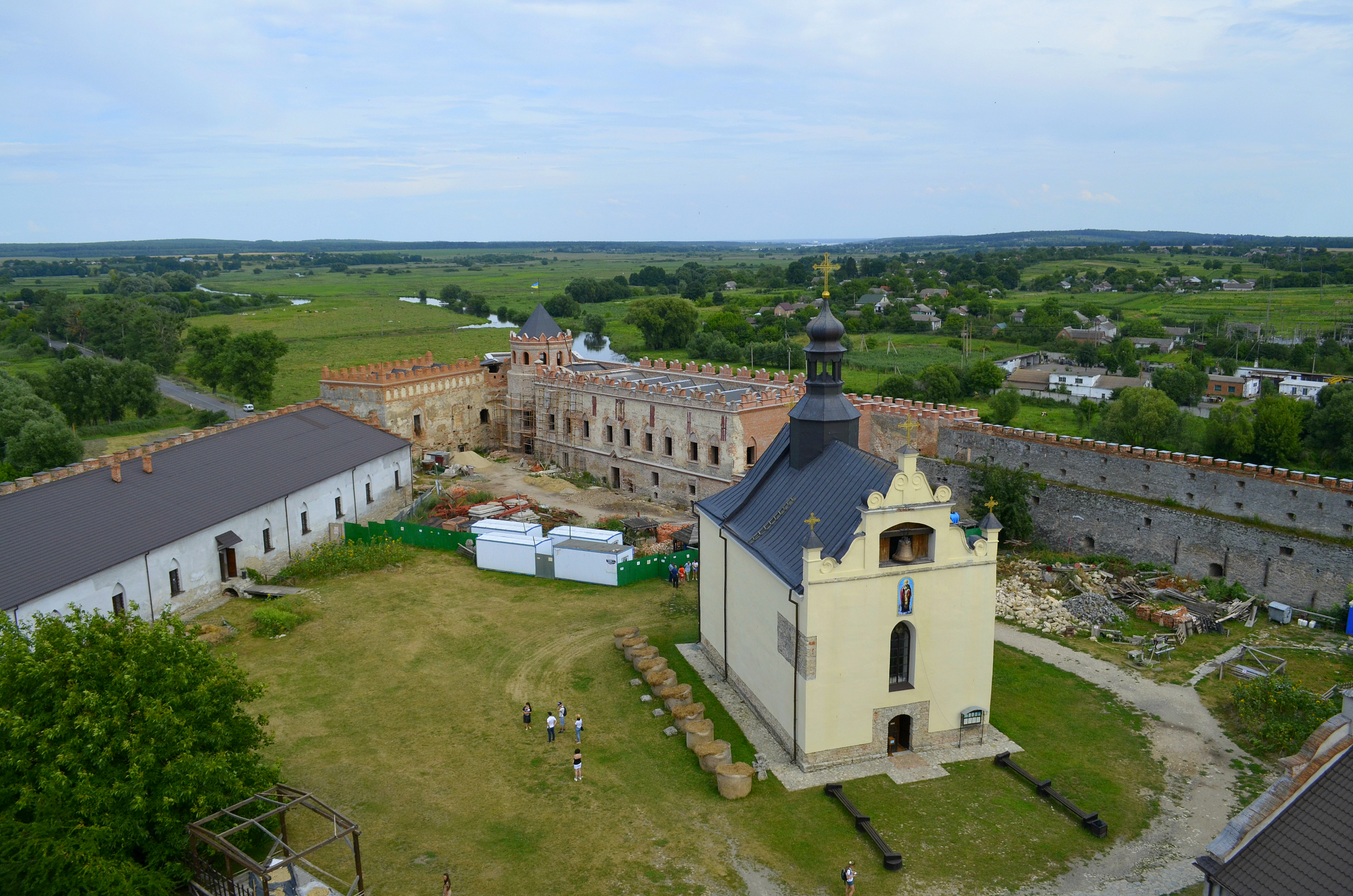
Cerkiew Świętego Mikołaja i ruiny pałacu. Widok z Wieży Rycerskiej

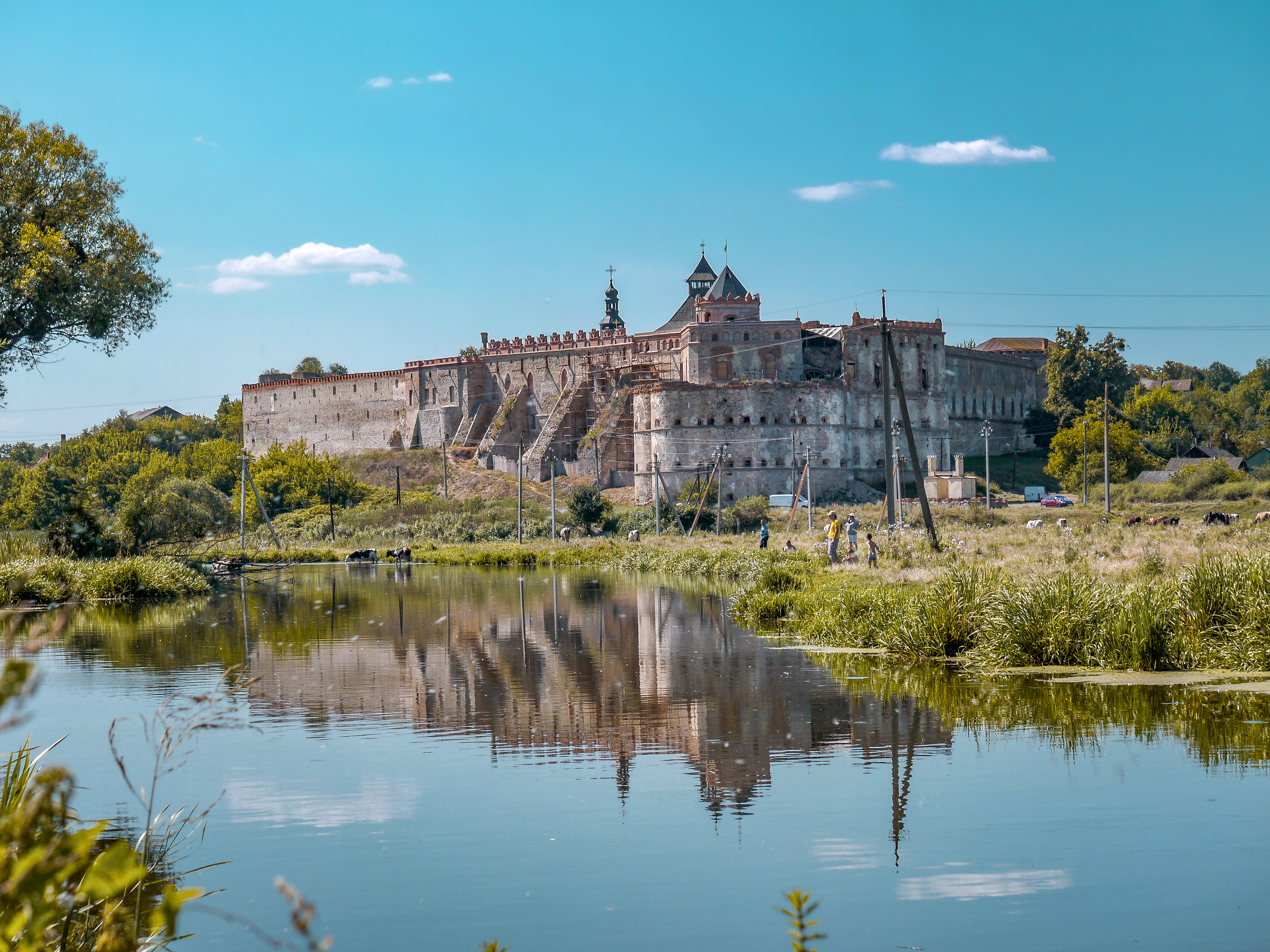
Zamek Sieniawskich w Międzybożu, w którym Sieniawski bronił się przed Tatarami w 1566

Z inicjatywy Mikołaj Sieniawskiego nastąpiła rozbudowa wcześniejszego zamku, której celem było polepszenie walorów obronnych. Zbudowano mury z cegły i kamienia o wysokości kilkunastu metrów. Wzniesiono również pałac z attyką w stylu renesansowym oraz 3 wieże wspomagające obronę murów. Obronę zamku od wschodu wzmacniała przystosowana do użycia broni palnej wielka basteja w kształcie czwórliścia. 
W latach 1581–1586 Rafał Sieniawski, kasztelan kamieniecki, wybudował w zamku kaplicę, w której posługa parafialna odbywała się do 1632 r. W XVIII w. kaplicę przerobiono na cerkiew i ozdobiono w stylu bizantyjskim. Zamek poważnie uszkodzono podczas I i II wojny światowej. 
Do czasów współczesnych zachowały się baszty, obwodowe mury obronne, kaplica Rafała Sieniawskiego i zrujnowany pałac renesansowy.